# Livetune
livetune（ライブチューン）は、日本の音楽ユニット、厳密には同人音楽サークル。現在は、ミュージシャンのkzによるソロ・ユニットである。
所属芸能事務所はインクストゥエンター。所属レコード会社は、ビクターエンタテインメントに始まり、ハッチ・エンタテインメントやソニー・ミュージックダイレクトやトイズファクトリーを経て、現在はビクターエンタテインメントに回帰。
「livetune」というユニット名は、楽曲制作に使用している「Ableton Live」と「Auto-Tune」（いずれも後述）に由来する。

## 概要
2007年9月、音声合成ソフト「初音ミク」をボーカル音源として使用した楽曲「Packaged」をニコニコ動画やmuzie上で発表。同曲を始めとする一連の発表作品がインターネット上で注目を集め、初音ミクブームの一翼を担った。
2007年12月のコミックマーケット73にて同人盤「Re:package」をリリースするが、その人気の高さから瞬く間に完売し生産が追いつかず、2008年8月27日、同人盤に新曲を追加した商用流通盤「Re:package」でビクターよりメジャーデビュー。初音ミクのイラストや名称などを使用したCDはメジャーレーベルではlivetuneの「Re:package」が最初である。
翌2009年にビクターからリリースしたリミックスアルバム「Re:MIKUS」以降はkz名義でのプロデュースやRE:NDZ名義でのDJ活動が主になっていたが、2011年にGoogle ChromeのCM曲「Tell Your World」を発表、それとほぼ同時期にトイズへ移籍、livetuneとしての活動を再開した。
また、2015年10月には新プロジェクト「livetune+」の活動開始が発表された。「livetune+」はkzとモデルのやのあんな（ボーカル）による、ライブのためのユニットとなる。livetune+としては、アソビシステム・ワーナーミュージック・ジャパン所属。

## メンバー
kz
現在は前述の通りソロ・ユニットとなったlivetuneの主宰で、作詞家・作曲家・編曲家・音楽プロデューサー。RE:NDZ名義でリミックス、DJ活動も行う。宮城県出身。
かじゅきP
旧メンバー。Re:packageにも参加した。

## 特徴
ボーカル
初音ミクを用いた楽曲を多く作成しインターネット上に公開している、いわゆるVOCALOID楽曲提供者による「ボーカロイドユニット」である。ピッチ補正ソフト「オートチューン」でボーカルを加工し、独特なサウンドに仕上げている。なお、「Take Your Way」（Fukase（from SEKAI NO OWARI））や「FLAT」（Yuuki Ozaki（from Galileo Galilei））など人間のボーカルを用いた楽曲も手がけており、VOCALOIDの楽曲のみを手がけているわけではない。
音楽性
きらびやかな電子音のアルペッジョを多用したインストや4つ打ちのエレクトロサウンドが特徴。バラードからポップス、電波ソングまで曲調は幅広い。
Ableton Live
kzはミュージックシーケンサーソフト「Ableton Live」を愛用しており、ニコニコ動画などで楽曲を発表する際には動画に同ソフトのロゴを入れるなど、Ableton Liveを使用した楽曲であることをアピールしている。

## ディスコグラフィー
- ハッチ・エンタテインメントおよび同社のLOiDレーベルから発売された作品については、レーベルの廃止（販売元であったエイベックス・マーケティングへの吸収合併に伴う会社消滅）に伴い、2011年3月末で全て廃盤となっている[6]。

### シングル
|                              | 発売日        | タイトル                 | 規格            | 品番        | オリコン | オリコン | 収録曲 | 備考 |
| 最高位                       | 発売日        | タイトル                 | 規格            | 品番        | 登場回数 |          | 収録曲 | 備考 |
| SOULTAG                      | SOULTAG       | SOULTAG                  | SOULTAG         | SOULTAG     | SOULTAG  | SOULTAG  | SOULTAG | SOULTAG |
| ---------------------------- | ------------- | ------------------------ | --------------- | ----------- | -------- | -------- | --- | --- |
|                              | 2010年7月14日 | こっち向いて Baby/Yellow | CD+DVD (初回盤) | MHCL-1777~9 | 9位      | 10回     | CD 1. こっち向いて Baby / ryo 2. Yellow / kz 3. ブラック★ロックシューター 2M MIX / ryo 4. I Wanna Be Your World / kz 5. こっち向いて Baby (instrumental) 6. Yellow (instrumental) DVD 1. こっち向いて Baby (Music Video) 2. Yellow (Music Video) | kz名義。supercellのryoとのスプリットシングル。 |
| CD (通常盤)                  | 2010年7月14日 | こっち向いて Baby/Yellow | MHCL-1780~1     |             | 9位      | 10回     | CD 1. こっち向いて Baby / ryo 2. Yellow / kz 3. ブラック★ロックシューター 2M MIX / ryo 4. I Wanna Be Your World / kz 5. こっち向いて Baby (instrumental) 6. Yellow (instrumental) DVD 1. こっち向いて Baby (Music Video) 2. Yellow (Music Video) | kz名義。supercellのryoとのスプリットシングル。 |
| TOY'S FACTORY                |               |                          |                 |             |          |          | | |
|                              | 2012年1月18日 | Tell Your World          | 配信            | -           | -        | -        | 1. Tell Your World | トイズ移籍後初のシングル。 Google ChromeのCM曲。iTunes Storeとレコチョクでの配信限定。関連商品としてTシャツやパーカーがトイズの通販サイト「toy's hop」にて販売されている。 |
|                              | 2012年8月29日 | Weekender Girl/fake doll | CD+DVD (初回盤) | TFCC-89392  | 21位     | 5回      | CD 1. Weekender Girl / kz × 八王子P 2. fake doll / 八王子P 3. Weekender Girl (Inst) 4. fake doll (Inst) 初回盤DVD 1. Weekender Girl (Music Video) 2. fake doll (Music Video) 3. Weekender Girl (GAME Version) | kz名義。八王子Pとのスプリットシングル。 |
| CD+DVD (通常盤)              | 2012年8月29日 | Weekender Girl/fake doll | TFCC-89393      |             | 21位     | 5回      | CD 1. Weekender Girl / kz × 八王子P 2. fake doll / 八王子P 3. Weekender Girl (Inst) 4. fake doll (Inst) 初回盤DVD 1. Weekender Girl (Music Video) 2. fake doll (Music Video) 3. Weekender Girl (GAME Version) | kz名義。八王子Pとのスプリットシングル。 |
| 1st                          | 2012年9月26日 | Transfer                 | CD (初回盤)     | TFCC-89398  | 29位     | 4回      | CD 1. Transfer / adding 中島愛 2. Sign / adding Yun*chi 3. Transfer (Avec Avec Remix) 4. Transfer (Inst) 5. Sign (Inst) 初回盤DVD 1. Transfer (Music Video) | livetune名義では初の人間ボーカリストを迎えた作品。 「Transfer」...ゲーム『ガンスリンガー ストラトス』表題曲。 「Sign」...ラノベ『魔法使いなら味噌を喰え!』PRアニメ主題歌。 |
| 1st                          | 2012年9月26日 | Transfer                 | CD (通常盤)     | TFCC-89399  | 29位     | 4回      | CD 1. Transfer / adding 中島愛 2. Sign / adding Yun*chi 3. Transfer (Avec Avec Remix) 4. Transfer (Inst) 5. Sign (Inst) 初回盤DVD 1. Transfer (Music Video) | livetune名義では初の人間ボーカリストを迎えた作品。 「Transfer」...ゲーム『ガンスリンガー ストラトス』表題曲。 「Sign」...ラノベ『魔法使いなら味噌を喰え!』PRアニメ主題歌。 |
| 2nd                          | 2013年6月5日  | Take Your Way            | CD+DVD (初回盤) | TFCC-89442  | 12位     | 7回      | CD 1. Take Your Way / adding Fukase (from SEKAI NO OWARI) 2. Ready for Calming 3. Each and All / adding Rin Oikawa (from Q;indivi) 4. Take Your Way (Inst) 5. Each and All (Inst) 初回限定盤DVD 1. Take Your Way (MV) 2. Take Your Way (MV Ver.AUTHENTIC) 3. Take Your Way (MV Ver.CELL FRAME) 4. Take Your Way (MV Ver.BLACK & WHITE) 5. DEVIL SURVIVOR2 the ANIMATION OP | 「Take Your Way」...アニメ『DEVIL SURVIVOR2 the ANIMATION』OP曲。 「Each and All」...同アニメの挿入歌。                                                                    |
| 2nd                          | 2013年6月5日  | Take Your Way            | CD (通常盤)     | TFCC-89443  | 12位     | 7回      | CD 1. Take Your Way / adding Fukase (from SEKAI NO OWARI) 2. Ready for Calming 3. Each and All / adding Rin Oikawa (from Q;indivi) 4. Take Your Way (Inst) 5. Each and All (Inst) 初回限定盤DVD 1. Take Your Way (MV) 2. Take Your Way (MV Ver.AUTHENTIC) 3. Take Your Way (MV Ver.CELL FRAME) 4. Take Your Way (MV Ver.BLACK & WHITE) 5. DEVIL SURVIVOR2 the ANIMATION OP | 「Take Your Way」...アニメ『DEVIL SURVIVOR2 the ANIMATION』OP曲。 「Each and All」...同アニメの挿入歌。                                                                    |
|                              | 2013年11月6日 | Pink or Black            | 配信            | -           | -        | -        | 1. Pink or Black | iTunes Storeとレコチョクでの配信限定 |
| 3rd                          | 2014年3月5日  | FLAT                     | CD              | TFCC-89483  | 48位     | 4回      | 1. FLAT / adding Yuuki Ozaki (from Galileo Galilei) 2. オール・オーヴァー / adding やのあんな 3. FLAT (Inst) 4. オール・オーヴァー (Inst) | ミニアルバム『DECORATOR EP』と同時発売。 「FLAT」...アニメ『ハマトラ』OP曲。 「オール・オーヴァー」...アニメ『魔法少女大戦』OP曲。                                         |
| 4th                          | 2014年9月3日  | 千の翼                   | CD              | TFCC-89511  | 37位     | 4回      | 1. 千の翼 / adding Takuro Sugawara (from 9mm Parabellum Bullet) 2. 千の翼 (Inst) | アニメ『Re:␣ ハマトラ』OP曲。 |
| unBORDE / WARNER MUSIC JAPAN |               |                          |                 |             |          |          | | |
|                              | 2016年8月10日 | Cheers!                  | 配信            | -           | -        | -        | 1. Cheers! | 配信・サブスク限定。 |

### アルバム
|                              | 発売日               | タイトル             | 規格                 | 品番                 | 収録曲 | 備考 |                      |                      |
| Victor Entertainment         | Victor Entertainment | Victor Entertainment | Victor Entertainment | Victor Entertainment | Victor Entertainment | Victor Entertainment                                                                                        | Victor Entertainment | Victor Entertainment |
| ---------------------------- | -------------------- | -------------------- | -------------------- | -------------------- | --- | --- | -------------------- | -------------------- |
| 1st                          | 2008年8月27日        | Re:package           | CD                   | VICL-62928           | 1. Anthem 2. Packaged 3. over16bit! (Full ver.) 4. シューティング☆スター 5. 虹色 6. 椛 7. Light Song 8. リラホルン 9. 日々の夢想い 10. ファインダー 11. ドキドキハートチューン 12. ストロボナイツ 13. Last Night, Good Night 14. Packaged (Piano ver.) 15. our music | オリコン最高5位、登場回数21回                                                                               |                      |                      |
| 1st                          | 2010年9月15日        | Re:package           | SHM-CD               | VICL-70077           | 1. Anthem 2. Packaged 3. over16bit! (Full ver.) 4. シューティング☆スター 5. 虹色 6. 椛 7. Light Song 8. リラホルン 9. 日々の夢想い 10. ファインダー 11. ドキドキハートチューン 12. ストロボナイツ 13. Last Night, Good Night 14. Packaged (Piano ver.) 15. our music | オリコン最高5位、登場回数21回                                                                               |                      |                      |
| リミックス                   | 2009年3月25日        | Re:MIKUS             | CD                   | VICL-63271           | 1. ファインダー (kz's DSLR remix) 2. Packaged (kisk baker's yogamix) 3. Light Song (Hiroyuki ODA remix) 4. 椛 (The Standard Club PIANO DANCE REMIX) 5. 虹色 (Version by ryo from supercell) 6. ファインダー (imoutoid's "Finder Is Not Desktop Experience Remix") 7. Last Night, Good Night (みくすびとremix feat.らっぷびと) 8. リラホルン (kz's Drillhole In My Brain remix) 9. ストロボナイツ (RAM RIDER remix) 10. our music (kz's The Beginning of The End remix) 11. D.E.N.P.A. 12. Heart Beat 13. carol 14. サイハテ | オリコン最高18位、登場回数6回                                                                               |                      |                      |
| リミックス                   | 2010年9月15日        | Re:MIKUS             | SHM-CD               | VICL-70078           | 1. ファインダー (kz's DSLR remix) 2. Packaged (kisk baker's yogamix) 3. Light Song (Hiroyuki ODA remix) 4. 椛 (The Standard Club PIANO DANCE REMIX) 5. 虹色 (Version by ryo from supercell) 6. ファインダー (imoutoid's "Finder Is Not Desktop Experience Remix") 7. Last Night, Good Night (みくすびとremix feat.らっぷびと) 8. リラホルン (kz's Drillhole In My Brain remix) 9. ストロボナイツ (RAM RIDER remix) 10. our music (kz's The Beginning of The End remix) 11. D.E.N.P.A. 12. Heart Beat 13. carol 14. サイハテ | オリコン最高18位、登場回数6回                                                                               |                      |                      |
| LOiD                         |                      |                      |                      |                      | | |                      |                      |
|                              | 2009年8月26日        | Crosslight           | CD                   | XNHT-11003           | 1. Overture 2. I.C. (I See) 3. initial song 4. Panorama Future 5. COSMiCA 6. sepia 7. Crosslight | 漫画家ゆうきまさみとのコラボアルバム。 2013年にインディーズレーベルのLOiDから再発された。 オリコン最高117位 |                      |                      |
| 2013年1月30日                | LOTM-0001            | Crosslight           | CD                   |                      | 1. Overture 2. I.C. (I See) 3. initial song 4. Panorama Future 5. COSMiCA 6. sepia 7. Crosslight | 漫画家ゆうきまさみとのコラボアルバム。 2013年にインディーズレーベルのLOiDから再発された。 オリコン最高117位 |                      |                      |
| TOY'S FACTORY                |                      |                      |                      |                      | | |                      |                      |
| 1st EP                       | 2012年3月14日        | Tell Your World EP   | CD+DVD (初回盤)      | TFCC-86378           | CD 1. Tell Your World 2. Far Away 3. Star Story 4. Half Step 5. Fly Out 6. ジュビリー 7. Tell Your World [PandaBoY Remix] 8. Tell Your World [open the scenery rmx by fu_mou] 初回盤DVD 1. Tell Your World -Music clip- 2. Tell Your World -Trailer movie- | オリコン最高4位、登場回数11回                                                                               |                      |                      |
| 1st EP                       | 2012年3月14日        | Tell Your World EP   | CD (通常盤)          | TFCC-86379           | CD 1. Tell Your World 2. Far Away 3. Star Story 4. Half Step 5. Fly Out 6. ジュビリー 7. Tell Your World [PandaBoY Remix] 8. Tell Your World [open the scenery rmx by fu_mou] 初回盤DVD 1. Tell Your World -Music clip- 2. Tell Your World -Trailer movie- | オリコン最高4位、登場回数11回                                                                               |                      |                      |
| ベスト                       | 2013年3月20日        | Re:Dial              | CD+DVD (期間限定盤)  | TFCC-86427           | CD 1. Redial 2. Tell Your World 3. Packaged 4. ファインダー 5. Light Song 6. ストロボナイツ 7. Yellow (Re:Dialed) 8. Magnetic 9. Fly Out 10. Weekender Girl 11. Heart Beat 12. D.E.N.P.A. (Re:edit) 13. our music (kz's The Beginning of The End remix) 14. Last Night, Good Night (Re:Dialed) 15. Tell Your World - English Version 期間限定盤DVD 1. Tell Your World 2. Fly Out 3. Weekender Girl 4. Last Night, Good Night | オリコン最高12位、登場回数5回                                                                               |                      |                      |
| ベスト                       | 2013年3月20日        | Re:Dial              | CD (通常盤)          | TFCC-864278          | CD 1. Redial 2. Tell Your World 3. Packaged 4. ファインダー 5. Light Song 6. ストロボナイツ 7. Yellow (Re:Dialed) 8. Magnetic 9. Fly Out 10. Weekender Girl 11. Heart Beat 12. D.E.N.P.A. (Re:edit) 13. our music (kz's The Beginning of The End remix) 14. Last Night, Good Night (Re:Dialed) 15. Tell Your World - English Version 期間限定盤DVD 1. Tell Your World 2. Fly Out 3. Weekender Girl 4. Last Night, Good Night | オリコン最高12位、登場回数5回                                                                               |                      |                      |
|                              | 2013年5月29日        | Re:Upload            | 配信                 |                      | 1. Redial 2. Tell Your World 3. Yellow (Re:Dialed) 4. Magnetic 5. Fly Out 6. Weekender Girl 7. Last Night, Good Night (Re:Dialed) 8. Tell Your World -English Version- | 配信限定アルバム。『Re:Dial』より、トイズ移籍後の曲と、Last Night, Good Nightの再録版を収録したもの。       |                      |                      |
| 2nd EP                       | 2014年3月5日         | DECORATOR EP         | CD+DVD (初回盤)      | TFCC-86462           | CD 1. DECORATOR 2. Packaged (Shipping in 2013 remix) 3. Connection 4. Pink or Black 5. Long Way From Here 6. Andante 7. DECORATOR (TeddyLoid remix) DVD 1. DECORATOR -Music Clip- 2. Pink or Black -Music Clip- 3. 初音ミク -Project DIVA- F 2nd Opening Movie 4. DECORATOR (GAME Version) | 『FLAT』と同時発売。 オリコン最高19位、登場回数5回                                                          |                      |                      |
| 2nd EP                       | 2014年3月5日         | DECORATOR EP         | CD (通常盤)          | TFCC-86463           | CD 1. DECORATOR 2. Packaged (Shipping in 2013 remix) 3. Connection 4. Pink or Black 5. Long Way From Here 6. Andante 7. DECORATOR (TeddyLoid remix) DVD 1. DECORATOR -Music Clip- 2. Pink or Black -Music Clip- 3. 初音ミク -Project DIVA- F 2nd Opening Movie 4. DECORATOR (GAME Version) | 『FLAT』と同時発売。 オリコン最高19位、登場回数5回                                                          |                      |                      |
| 2nd                          | 2014年9月10日        | と                   | CD+DVD (初回盤)      | TFCC-86485           | CD 1. ファンタジア / adding 原田郁子 (from クラムボン) 2. Take Your Way / adding Fukase (from SEKAI NO OWARI) 3. Dear You / adding YUKA (from moumoon) 4. FLAT / adding Yuuki Ozaki (from Galileo Galilei) 5. 千の翼 -Alternative Mix- / adding Takuro Sugawara (from 9mm Parabellum Bullet) 6. Transfer / adding 中島愛 7. オール・オーヴァー / adding やのあんな 8. High And Loud / adding 三森すずこ 9. Sign / adding Yun*chi 10. 大好きなヒトだカラ / adding 鬼龍院翔 (from ゴールデンボンバー) 11. Dreaming Shout / adding NIRGILIS 12. Each and All / adding Rin Oikawa (from Q;indivi) 13. Take Your Way -livetune Remix- 14. ray -livetune cover- 初回盤DVD 1. Transfer -Music Video- 2. Take Your Way -Music Video- 3. FLAT -Music Video- 4. 大好きなヒトだカラ -Music Video- 5. HAL (東京・大阪・名古屋) TVCM PV Edit ver. | オリコン最高33位                                                                                            |                      |                      |
| 2nd                          | 2014年9月10日        | と                   | CD (通常盤)          | TFCC-86486           | CD 1. ファンタジア / adding 原田郁子 (from クラムボン) 2. Take Your Way / adding Fukase (from SEKAI NO OWARI) 3. Dear You / adding YUKA (from moumoon) 4. FLAT / adding Yuuki Ozaki (from Galileo Galilei) 5. 千の翼 -Alternative Mix- / adding Takuro Sugawara (from 9mm Parabellum Bullet) 6. Transfer / adding 中島愛 7. オール・オーヴァー / adding やのあんな 8. High And Loud / adding 三森すずこ 9. Sign / adding Yun*chi 10. 大好きなヒトだカラ / adding 鬼龍院翔 (from ゴールデンボンバー) 11. Dreaming Shout / adding NIRGILIS 12. Each and All / adding Rin Oikawa (from Q;indivi) 13. Take Your Way -livetune Remix- 14. ray -livetune cover- 初回盤DVD 1. Transfer -Music Video- 2. Take Your Way -Music Video- 3. FLAT -Music Video- 4. 大好きなヒトだカラ -Music Video- 5. HAL (東京・大阪・名古屋) TVCM PV Edit ver. | オリコン最高33位                                                                                            |                      |                      |
| unBORDE / WARNER MUSIC JAPAN |                      |                      |                      |                      | | |                      |                      |
|                              | 2016年5月11日        | Sweet Clapper        | CD (初回盤)          | WPCL-12334           | CD 1. Restart 2. Sweet Clapper 3. Milky Rally 4. そふとたっち 5. スローペース 6. Jump Up 7. Darling Darling 8. Dance Beat Step (初回盤のみ) | livetune+名義。オリコン最高119位                                                                            |                      |                      |
| CD (通常盤)                  | 2016年5月11日        | Sweet Clapper        | WPCL-12335           |                      | CD 1. Restart 2. Sweet Clapper 3. Milky Rally 4. そふとたっち 5. スローペース 6. Jump Up 7. Darling Darling 8. Dance Beat Step (初回盤のみ) | livetune+名義。オリコン最高119位                                                                            |                      |                      |

## 楽曲提供アーティスト

### 作詞・作曲・編曲
- 桃井はるこ
  - 「め・あ・り・ひ・と」（作曲・編曲）（アルバム『へんじがない、ただのしつれんのようだ。』、AKIHABA LOVE RECORDS、2009年9月30日）
- ClariS
  - 「DROP」(作詞・作曲・編曲)（シングル『DROP』/アルバム『ClariS 〜SINGLE BEST 1st〜』、SME Records、2010年4月24日/2015年4月15日）
    - 「リスアニ!vol.1 」の付録音楽CDとして収録される。
    - 当時の名義『アリス☆クララ』として発表したものを『ClariS』としてアルバムに再収録。

  - 「君の夢を見よう」（作詞・作曲・編曲）（シングル『君の夢を見よう』/アルバム『ClariS 〜SINGLE BEST 1st〜』、SME Records、2010年7月24日/2015年4月15日）
    - 「リスアニ!vol.2」の付録音楽CDとして収録される。
    - 当時の名義『アリス☆クララ』として発表したものを『ClariS』としてアルバムに再収録。

  - 「irony」（作詞・作曲・編曲）（シングル『irony』/アルバム『BIRTHDAY』、SME Records、2010年10月20日/2012年4月11日）
    - 伏見つかさのライトノベルを原作とするテレビアニメ『俺の妹がこんなに可愛いわけがない』のオープニング主題歌。
    - メジャーデビューシングルの表題曲。

  - 「nexus」（作詞・作曲・編曲）（シングル『nexus』/アルバム『BIRTHDAY』、SME Records、2011年9月14日/2012年4月11日）
    - ライトノベル『俺の妹がこんなに可愛いわけがない』の主題歌。

  - 「flowery」（作詞・作曲・編曲）（アルバム『BIRTHDAY』、SME Records、2012年4月11日）
  - 「reunion」（作詞・作曲・編曲）（シングル『reunion』/アルバム『SECOND STORY』、SME Records、2013年4月17日/2013年6月26日）
    - テレビアニメ『俺の妹がこんなに可愛いわけがない。』（第2期シリーズ）のオープニング主題歌。

  - 「CLICK」（作詞・作曲・編曲）（シングル『CLICK』、SME Records、2014年1月29日）
    - テレビアニメ『ニセコイ』の前期オープニング主題歌。

  - 「STEP」（作詞・作曲・編曲）（シングル『STEP』、SME Records、2014年4月16日）
    - テレビアニメ『ニセコイ』の後期オープニング主題歌。

  - 「PRIMALove」（作詞・作曲・編曲）（シングル『PRIMALove』、SACRA MUSIC、2018年2月28日）
    - テレビアニメ『BEATLESS』の前期エンディング主題歌。

  - 「冬空花火」（同上）
- やなぎなぎ
  - 「Empty」(作詞・編曲)（アルバム『TamStar Records Collection Vol.0』、TamStar Records、2010年12月29日）
  - 「Link」(ボーカルカットアップを担当)(『ラテラリティ-EP』、2012年11月7日)
  - 2nd Album「ポリオミノ」初回限定版特典CDにカバー楽曲「冬のオルカ」(編曲)で参加。
  - 「Voke」(作曲・編曲)（アルバム『エメラロタイプ』、NBCユニバーサル・エンターテイメントジャパン、2020年12月9日）
- らっぷびと
  - 「disco box」(作曲・編曲) (アルバム『WWW-world wide words vol.1-』、2009年05月27日)
  - 「dimension's girl」（作曲・編曲）（アルバム『RAP BLEND』、ドワンゴ・ミュージックエンタテインメント、2011年6月1日）
- KOTOKO
  - 「☆-未来-列車-☆」（作曲・編曲）（アルバム『ヒラく宇宙ポケット』、ワーナー・ホーム・ビデオ、 2011年10月5日）
- RO-KYU-BU!
  - 「フリースローなLOVEにしてくれっ」（作曲・編曲）（アルバム『pure elements』、ワーナー・ホーム・ビデオ、 2011年10月5日）
- TWILL
  - 「New World」（作詞・作曲・編曲）（シングル『New World』、NAYUTAWAVE RECORDS、2011年6月8日）
    - テレビ朝日系アニメ『デジモンクロスウォーズ 〜悪のデスジェネラルと七つの王国〜』のオープニング主題歌。

  - 「STAND UP」（作詞・作曲・編曲）（シングル『STAND UP』、徳間ジャパンコミュニケーションズ、2012年3月7日）
    - テレビ朝日系アニメ『デジモンクロスウォーズ 〜時を駆ける少年ハンターたち〜』のオープニング主題歌。
- 黒崎真音
  - 「LOVE○JETCOASTER」（作曲・編曲）（アルバム『Butterfly Effect』、ジェネオン・ユニバーサル・エンターテインメントジャパン、2011年11月30日）
    - 作詞はKOTOKO。
- RAM RIDER
  - 「非実在ボーイ starring MEG」、「催眠」（編曲）（アルバム『AUDIO GALAXY – RAM RIDER vs STARS!!! -』、日本クラウン、2012年04月11日）
- 秋赤音
  - 「Give Me Your Light」（作詞・作曲・編曲）（アルバム『ぼろぼろな生き様。』、トイズファクトリー、2012年04月18日）
    - TBS系バラエティ番組『中居正広の金曜日のスマたちへ』のオープニング曲に使用された。
- 平野綾
  - 「DIFFUSION (To the Other Side)」（作詞・作曲・編曲）（ミニアルバム『FRAGMENTS』、ユニバーサルシグマ、2012年5月23日）
- 中川翔子
  - 「Discovery」（作詞・作曲・編曲）（ミニアルバム『nsum 〜中川翔子がうたってみた!〜』、Sony Music Records、 2012年8月15日）
- ELSWORD starring イヴ(CV:能登麻美子)
  - 「Awake」(作詞・作曲・編曲)（シングル『ELSWORD starring GUMI』、トイズファクトリー、2012年10月3日）
- 嵐
  - 「Fly on Friday」（編曲）（アルバム『Popcorn』、J Storm、2012年10月31日）
    - 櫻井翔のソロ曲。
- Yun*chi
  - 「Reverb*」（作詞・作曲・編曲）（ミニアルバム『Yun*chi』/アルバム『Asterisk*』、日本クラウン、2012年11月14日/2014年2月5日）
    - メジャーデビューミニアルバムのリード曲。

  - 「Believe*」（作曲・編曲）（ミニアルバム『Yun*chi』/アルバム『Asterisk*』、日本クラウン、2012年11月14日/2014年2月5日）
  - 「Shake you*」（作詞・作曲・編曲）（ミニアルバム『Shake you*』/アルバム『Asterisk*』、日本クラウン、2013年4月17日/2014年2月5日）
  - 「Perfect days*」（作詞・作曲・編曲）（アルバム『Asterisk*』、日本クラウン、2014年2月5日）
    - 女優の酒井彩名がプロデュースするウエディングドレスブランド「Aya na ture」のCMソング。
- T.M.Revolution
  - 「INVOKE」（編曲）（セルフカバーアルバム『UNDER:COVER 2』、Epic Records、2013年2月27日）
- ナノ
  - 「BE FREE(WITH MUSIC)」（作曲・編曲）（アルバム『N』、FlyingDog、2013年2月27日）
- 千菅春香
  - 「プラネット・クレイドル」（作詞・作曲・編曲）（シングル『プラネット・クレイドル/ワンダーリング』、FlyingDog、2013年2月27日）
    - PS3用ソフト『マクロス30 銀河を繋ぐ歌声』のオープニングテーマ。

  - 「ワンダーリング」（同上）
    - PS3用ソフト『マクロス30 銀河を繋ぐ歌声』のエンディングテーマ。
- やのあんな
  - 「Shape My Story」（作詞・作曲・編曲）（シングル『Shape My Story』、ポニーキャニオン、2013年8月7日）
    - テレビアニメ『ステラ女学院高等科C3部』のオープニング主題歌。

  - 「Too Much To Love」（同上）
- May'n
  - 「今日に恋色」（作詞・作曲・編曲）（シングル『今日に恋色』、FlyingDog、2014年1月29日）
    - テレビアニメ『いなり、こんこん、恋いろは。』のオープニング主題歌。
- Dancing Dolls
  - 「monochrome」（作曲・編曲）（シングル『monochrome』、SME Records、2014年5月21日）
    - テレビアニメ『ソウルイーターノット!』のオープニング主題歌。
- IDOLiSH7
  - 「MONSTER GENERATiON」（作曲・編曲）（シングル『MONSTER GENERATiON』、ランティス、2015年12月2日）
    - iOS/Android用ゲーム『アイドリッシュセブン』のオープニング主題歌。

  - 「RESTART POiNTER」 (作曲・編曲)　（アルバム『i7』、ランティス、2016年8月24日）
    - iOS/Android用ゲーム『アイドリッシュセブン』の挿入歌。

  - 「WiSH VOYAGE」(作曲・編曲)　（シングル『WiSH VOYAGE』 、ランティス、2018年2月14日）
    - テレビアニメ『アイドリッシュセブン』のオープニング主題歌。

  - 「ナナツイロ REALiZE」(作曲・編曲)　（シングル『ナナツイロ REALiZE』、ランティス、2018年6月20日）
    - iOS/Android用ゲーム『アイドリッシュセブン』の挿入歌。

  - 「Mr.AFFECTiON」(作曲・編曲)　（シングル『Mr.AFFECTiON』、ランティス、2020年1月8日）
    - iOS/Android用ゲーム『アイドリッシュセブン』の挿入歌。

  - 「DiSCOVER THE FUTURE」(作曲・編曲)（シングル『DiSCOVER THE FUTURE』、ランティス、2020年5月27日）
    - テレビアニメ『アイドリッシュセブン Second BEAT!』のオープニング主題歌。

  - 「TOMORROW EViDENCE」(作曲・編曲)(「BLACK or WHITE 2022 compilation album」収録、2023年3月8日)
- セブンスシスターズ
  - 「Star☆Glitter」（作詞・作曲・編曲）（アルバム『t7s Longing for summer』、DONUTS、2014年12月28日）
    - iOS/Android用ゲーム『Tokyo 7th シスターズ』のオープニング主題歌。

  - 「Sparkle☆Time!!」（作詞・作曲・編曲）（アルバム『H-A-J-I-M-A-L-B-U-M-!!』、DONUTS、2015年05月20日）
    - iOS/Android用ゲーム『Tokyo 7th シスターズ』の挿入歌。

  - 「SEVENTH HAVEN」（シングル『SEVENTH HAVEN』、DONUTS、2016年02月24日）
    - iOS/Android用ゲーム『Tokyo 7th シスターズ』の挿入歌。

  - 「WORLD'S END」 (作詞・作曲・編曲)　(シングル『WORLD'S END』、DONUTS、2017年7月26日)
    - iOS/Android用ゲーム『Tokyo 7th シスターズ』の挿入歌。

  - 「Shooting Sky」(作詞・作曲・編曲) (アルバム　『IT'S A PERFECT BLUE』、DONUTS、2021年3月21日)
    - iOS/Android用ゲーム『Tokyo 7th シスターズ』の挿入歌。
- AXiS
  - 「HEAVEN'S RAVE」（作詞・作曲・編曲）（シングル『HEAVEN'S RAVE』、DONUTS、2019年5月22日）
    - iOS/Android用ゲーム『Tokyo 7th シスターズ』の挿入歌。
- 七咲ニコル
  - 　「光」(作曲・編曲)　（配信限定シングル『光』、DONUTS、2019年10月31日）
    - iOS/Android用ゲーム『Tokyo 7th シスターズ』の挿入歌。
- 三森すずこ
  - 「Wonderland Love」(作詞・作曲・編曲)　（アルバム『Fantasic Funfair』、ポニーキャニオン、2015年4月8日）
- Substance-Concept（CV.丹下桜）
  - 「Assemble」（作詞・作曲・編曲）（シングル『Substance-Concept』、ニトロプラス、2016年1月29日）
    - ゲーム『凍京NECRO』の主題歌。
- 下地紫野
  - 「God Save The Girls」（作曲・編曲）（シングル『God Save The Girls』、FlyingDog、2016年10月26日）
    - テレビアニメ『ステラのまほう』のオープニング主題歌。
- みみめめMIMI
  - 「1/2ぶんこ」(編曲) (アルバム『きみのヒロインになりたくて』、A-Sketch、2016年10月12日)
- nonet[神楽坂砂夜、クロエ・ルメール、椎名心実、鴫野睦、村上文緒(CV:寿美菜子、丹下桜、佐藤聡美、津田美波、名塚佳織)]
  - 「Now On Stage!!」(作詞・作曲・編曲) (アルバム『ガールフレンド(仮)キャラクターソングシリーズVol.01』、ポニーキャニオン、2016年12月21日)
    - iOS/Android用ゲーム『ガールフレンド(♪)』のテーマソング。
- 花澤香菜
  - 「スウィンギング・ガール」(作曲・編曲)　(アルバム『Opportunity』、SACRA MUSIC 2017年2月22日)
  - 「幻実」（作曲・編曲）
    - LINEノベルイメージムービー『未来想像記』の主題歌
- ゆずもも［朝比奈桃子、葉月柚子（CV：小倉唯、石原夏織）］
  - 「ハーモナイズ」　(作詞・作曲・編曲)　(アルバム『ガールフレンド(仮)キャラクターソングシリーズVol.3』、ポニーキャニオン、2017年3月15日)
- 夢眠ネム
  - 「anywhere」(作詞・作曲・編曲)　（アルバム『VOCALOID 夢眠ネム』、トイズファクトリー、2017年7月5日）
- 神樹ヶ峰女学園星守クラス
  - 「ホシノキズナ」（作曲・編曲）（シングル『ホシノキズナ』、FlyingDog、2017年7月26日）
    - テレビアニメ『バトルガール ハイスクール』のオープニング主題歌。
- f*f（CV:本渡楓、下地紫野）
  - 「Melody Ring」（作曲・編曲）（シングル『ホシノキズナ』、FlyingDog、2017年7月26日）
    - テレビアニメ『バトルガール ハイスクール』のエンディング主題歌。

  - 「Gravity」(作曲・編曲）（シングル『ホシノキズナ』、FlyingDog、2017年7月26日）
    - テレビアニメ『バトルガール ハイスクール』の第4話挿入歌。
- halca
  - 「Hail to the world!!」（作詞・作曲・編曲）（シングル「white disc」/ミニアルバム『white disc+++』、SACRA MUSIC、2017年7月30日/2019年8月28日）
    - CHiCO with HoneyWorks 真夏の2ndライブハウス・ツアー ｢ i LiVE you ｣にて発売されたインディーズ盤。
    - メジャーデビュー後初のミニアルバムにて再収録。

  - 「Resonator」(作詞・作曲・編曲)（アルバム『TVアニメ「BEATLESS」オリジナルサウンドトラック』、KADOKAWA、2018年5月25日）
    - テレビアニメ『BEATLESS』の2話挿入歌。

  - 「one another」 (作曲・編曲) （アルバム『Assortrip』、SACRA MUSIC、2020年2月12日）
- 牧野由依
  - 「ハウリング」 (作詞・作曲・編曲)　(アルバム『WILL』、AMUSE、2018年3月21日)
- 東京パフォーマンスドール
  - 「Shapeless」（作詞・作曲・編曲）（シングル『Shapeless』、エピックレコードジャパン、2018年6月6日）
    - テレビアニメ『BEATLESS』の後期エンディング主題歌
- 中島愛
  - 「Bitter Sweet Harmony」(作詞・作曲・編曲)　(シングル『Bitter Sweet Harmony』/『知らない気持ち』、FlyingDog、2018年8月1日)
    - テレビアニメ『すのはら荘の管理人さん』のオープニング主題歌。
- 星咲あかり(CV：赤尾ひかる)、藤沢柚子(CV：久保田梨沙)、三角 葵(CV：春野杏)
  - 「STARTLINER」(作詞・作曲・編曲) (アルバム『ONGEKI Vocal Collection 01』、SEGA、2018年10月24日)
    - アーケードゲーム『オンゲキ』のメインテーマ。
- 石原夏織　
  - 「Orange Note」(編曲)　(アルバム『Sunny Spot』、ポニーキャニオン、2018年11月14日)
  - 「リトルシング」(作詞・作曲・編曲) (アルバム『Water Drop』、ポニーキャニオン、2020年8月５日)
- 2wink/葵 ひなた&葵 ゆうた（CV.斉藤壮馬)
  - 「Play"Tag"」(作曲・編曲) (アルバム『あんさんぶるスターズ!! ユニットCDアルバムシリーズVol.10』、フロンティアワークス、2019年2月27日)
  - 「Swee2wink Love Letter」(作曲・編曲) (あんさんぶるスターズ!! ESアイドルソング season2 Swee2wink Love Letter、2022年4月6日)
    - ゲーム内イベント楽曲
- キズナアイ
  - 「Precious Piece」（作詞・作曲・編曲）（シングル『Precious Piece』、FlyingDog、2019年4月3日）
    - アニメ映画『LAIDBACKERS-レイドバッカーズ-』の主題歌。
- 舞坂 舞(CV:茜屋日海夏)
  - 「とびっきりシンパシー☆」（作曲）（アルバム『劇場版オリジナルアニメ「LAIDBACKERS-レイドバッカーズ-」キャラクターソングアルバム』、FlyingDog、2019年4月3日）
- YuNi
  - 「Destination」（作曲・編曲）（アルバム『劇場版オリジナルアニメ「LAIDBACKERS-レイドバッカーズ-」キャラクターソングアルバム』、FlyingDog、2019年4月3日）
    - アニメ映画『LAIDBACKERS-レイドバッカーズ-』の挿入歌。

  - 「Write My Voice」（作詞・作曲・編曲）（アルバム『clear / CoLoR』、yunion.wave、2019年4月24日）
- 水瀬いのり
  - 「Future Seeker」（作詞・作曲・編曲）（アルバム『Catch the Rainbow!』、 KING AMUSEMENT CREATIVE、2019年4月10日）
- にじさんじ
  - 「Virtual to LIVE」（作詞・作曲・編曲）（シングル『Virtual to LIVE』、にじさんじ、2019年8月20日）
    - バーチャルライバーグループ『にじさんじ』の1周年記念楽曲。

  - 「Wonder NeverLand」」(作詞・作曲・編曲(編曲はやしきんと共同))
    - 「にじさんじ」3周年記念プロジェクト「PALETTE」より第一弾楽曲。

  - 「Budding!」(サウンドディレクション・作詞・作曲)(「HE4RT BE4T!」歌唱：月ノ美兎、伏見ガク、社築、フレン・E・ルスタリオ、甲斐田晴、栞葉るり)
    - 春楽曲
- TRINITYAiLE（CV:雨宮天、麻倉もも、夏川椎菜）「Aile to Yell」(作詞・作曲・編曲)
  - 「Aile to Yell」(作詞・作曲・編曲)
    - メディアミックスプロジェクト『IDOLY PRIDE』の楽曲。

  - 「réaliser」(作詞・作曲・編曲）(2020年2月24日)
    - メディアミックスプロジェクト『IDOLY PRIDE』の楽曲。

  - 「les plumes」(作詞・作曲・編曲)（2021年3月15日)
    - メディアミックスプロジェクト『IDOLY PRIDE』の楽曲。

  - 「lumière」(作詞・作曲・編曲)
    - メディアミックスプロジェクト『IDOLY PRIDE』の楽曲。

  - 「Magical Melody」(作曲・編曲)
    - メディアミックスプロジェクト『IDOLY PRIDE』の楽曲。八王子Pと共作曲。
- 静凛
  - 「Aimless Story」（作詞・作曲・編曲）(アルバム『SMASH The PAINT!!』、にじさんじレコード、2020年3月18日）
    - また『SMASH The PAINT!!』の総合音楽プロデュースも担当
- 鈴木みのり
  - 「エフェメラをあつめて」（作曲・編曲）（配信シングル『エフェメラをあつめて』、FlyingDog、2020年5月22日）
    - テレビアニメ『本好きの下剋上 司書になるためには手段を選んでいられません』の第二部エンディング主題歌。
- すとぷり
  - 「Feel Free!」（作詞・作曲・編曲）（アルバム『Strawberry Prince』、STPR Records、2020年11月11日）
- 日高零奈(CV:蔀祐佳)
  - Favorite Days (作詞・作曲・編曲)(2020年8月21日) (配信リリース、後に1st Mini Album 電音部-外神田文芸高校-"New Park" 収録)
    - 音楽原作キャラクタープロジェクト『電音部』の楽曲
- 井口裕香
  - 「アクアステップ」(作詞・作曲・編曲)　(アルバム『clearly』、2020年8月12日)
- 内田真礼
  - 「ハートビートシティ」(編曲)
  - 「いつか雲が晴れたなら」(作詞・作曲)
    - (内田真礼11th single 『ハートビートシティ/いつか雲が晴れたなら』、2020年11月25日)
- Rhodanthe*
  - 「きんいろローダンセ」(作曲・編曲) (シングル、2021年8月18日発売)
    - 劇場版「きんいろモザイクThank you!!」オープニングテーマ
- DIALOGUE+
  - 「僕らが愚かだなんて誰が言った」(編曲) (シングル、2022年4月13日発売)
    - TVアニメ「骸骨騎士様、只今異世界へお出掛け中」エンディングテーマ
- 虹ヶ咲学園スクールアイドル同好会
  - 「Stellar Stream」(TeddyLoidとの共同作曲・編曲）（ミニアルバム『どこにいても君は君』、ランティス、2024年9月25日）
    - アニメ映画『ラブライブ！虹ヶ咲学園スクールアイドル同好会完結編 第1章』の挿入歌。歌は上原歩夢（大西亜玖璃）。

## リミックス
- デッドボールP
  - 「既成事実　kz coverd」　(アルバム　Dead Ball Project vol.2、2008年8月16日)
- Samfree
  - 「Promise -kz remix-」 (Missing収録、2008年8月16日)
- 稲森寿世
  - 「GIRLS STYLE（livetune Remix）」（シングル『晴れの日』、avex trax、2009年2月18日）
- アルバトロシクス
  - 「ストロベリーラブジェネレイター(livetune  Remix)」(EXIT TUNES PRESENTS STARDOM、2009年5月20日)
- supercell
  - 「恋は戦争(future retro remix)」(EAGER LOVE REVENGE付属CD、2009年8月16日)
- 腐男塾
  - 「七常の腐器(livetune remix)」（アルバム『絆（初回限定盤A）』、テイチクエンタテインメント、2009年9月23日）
  - 「哀戦歌(livetune remix)」（アルバム『絆（初回限定盤B）』、テイチクエンタテインメント、2009年9月23日）
- BoA
  - 「fallin' (livetune Remix)」（コンピレーションアルバム『JAPANATION mixed by DJ KAYA』、rhythm zone、2010年7月7日）
- 桃井はるこ
  - 「へんじがない、ただのしつれんのようだ。 -livetune remix-」（リミックスアルバム『MOMO-i REMIXIES AKIHABA LOVE』、AKIHABA LOVE RECORDS、2010年7月7日）
- 芳川よしの
  - 「Lovely Rainy Day (RE:NDZ remix)」([MARU-086] 芳川よしの - Lovely Rainy Day収録、2010年12月25日)
- ryo
  - 「駆ける(RE:NDZ remix)」"(アルバム　BLACK★ROCK SHOOTER ANIMATION; ORIGINAL SOUNDTRACK & REMIXES、2010年12月29日)
- The Jackson 5
  - 「I Want You Back (RE:NDZ Remix)」(コンピレーションアルバム『LOVE MOTOWN』、ユニバーサルミュージック、2011年3月23日）
  - 「Never Can Say Goodbye (RE:NDZ Remix)」（同上）
- DWB feat.ニルギリス
  - 「SHINY SHINY（livetune Remix）」(シングル『SHINY SHINY』、AMG MUSIC、2011年4月27日）
    - テレビアニメ『デッドマン・ワンダーランド』エンディングテーマのリミックス。
- 元気ロケッツ
  - 「Touch me (kz Mix) 」（リパックアルバム『GENKI ROCKETS II -No border between us- Repackage』、Sony Music Records、2012年8月8日）
- 東京女子流
  - 「Liar(RE:NDZ Remix)」(東京女子流×Maltine Records、2012年10月17日)
- クラムボン
  - 「Rough & Laugh（kz Remix）」（シングル『Rough & Laugh』、エイベックス・マーケティング、2012年11月21日）
    - テレビアニメ『しろくまカフェ』第2期オープニングテーマのリミックス。
- Zedd
  - 「Spectrum feat. Matthew Koma (livetune Remix feat.Hatsune Miku)」（アルバム『Clarity』（国内盤）、ユニバーサルミュージック、2013年2月27日）
- Afrojack
  - 「Take Over Control feat.Eva Simons (kz Remix)」(アルバム　EDM2-IN THE MIX、2013年6月5日)
- BUMP OF CHICKEN
  - 「ray（BUMP OF CHICKEN  feat. HATSUNE MIKU）」（配信限定曲、トイズファクトリー、2014年3月12日）(初音ミクのヴォーカルプログラミングを担当)
- メロキュア
  - 「Agapē meets ミト&kz」(アルバム『メロディック・スーパー・ハード・キュア』収録、2015年8月26日)
- JUJU
  - 「PLAYBACK -kz&banvox Remix-」(30th single 『WITH YOU』収録、2015年9月20日配信開始)
- 三森すずこ
  - 「 純情 Da DanDan（kz remix）」（アルバム『Toyful Basket』、ポニーキャニオン、2016年9月7日）
- わか・ふうり・すなお from STAR ANIS
  - 「カレンダーガール[kz Remix]」(アルバム『AIKATSU! ANION “NOT ODAYAKA” Remix』、株式会社ナムコ、2018年3月23日)

## サウンドトラック

### アニメーション
- テレビアニメバトルガールハイスクールの音楽を担当。(2017年7月3日放送開始)
  - TVアニメバトルガールハイスクールオリジナルサウンドトラック(2017年9月20日発売)に劇伴が収録。
- テレビアニメBEATLESSの劇伴に参加。(2018年1月12日放送開始)
  - BEATLESS Arm for the Outsourcers Limited Edition Set付属　Special soundtrack (2018年1月17日発売)、TVアニメBEATLESSオリジナルサウンドトラック(2018年5月25日発売)に劇伴が収録。
- 劇場アニメーション「LAIDBACKERS-レイドバッカーズ-」音楽を担当。(2019年4月5日公開)
  - Blu-rayにLAIDBACKERS SPECIAL SOUND CDが同梱。(2019年7月31日)全24曲。

### ゲーム
- VRゲームALTDEUS: Beyond Chronosの音楽制作に参加。
  - ALTDEUS: Beyond Chronos Original Soundtrack(2021年2月27日発売)に「Be Your Light」(作曲・編曲)、「Sound of Victory」(編曲)が収録。

## その他の楽曲提供・参加

### ボーカロイド関連
- EXIT TUNES PRESENTS Vocarhythm feat.初音ミク（EXIT TUNES）
  - EXIT TUNESボカロコンピシリーズの1作目。「Packaged」を提供。
- 初音ミク ベスト〜memories〜（ソニー・ミュージックダイレクト）
  - 初音ミク発売2周年を記念したベストアルバム。「Packaged」を提供。
- 初音ミク ベスト〜impacts〜（ドワンゴ・エージー・エンタテインメント）
  - 初音ミク発売2周年を記念したベストアルバム。「Last Night, Good Night」を提供。
- EXIT TUNES PRESENTS 神曲を歌ってみた（EXIT TUNES）
  - ネット上で人気の歌い手たちによる楽曲を収録したコンピレーション・アルバム。「ファインダー」を提供。歌い手はリツカ。
- 初音ミクDVD〜memories〜（ソニー・ミュージックダイレクト）
  - 初音ミク関連作品のPV集。「Last Night, Good Night」を提供。
- VOCALOID BEST from ニコニコ動画 (あか)（ソニー･ミュージックダイレクト）
  - ニコニコ動画でVOCALOIDを用いて発表された曲を集めたベストアルバム。「Packaged」を提供。
- VOCALOID BEST from ニコニコ動画 (あお)（ドワンゴ・ミュージックエンタテインメント）
  - ニコニコ動画でVOCALOIDを用いて発表された曲を集めたベストアルバム。「Yellow」を提供。
- 初音ミク 5thバースデー ベスト〜memories〜（ソニー・ミュージックダイレクト、2012年8月1日発売） 
  - 初音ミク発売5周年を記念したベストアルバム。「Tell Your World」を提供。
- HATSUNE MIKU 10th ANNIVERSARY SONGS -Miracle Mirai-(2018年1月10日発売)
  - 「never ender」(作詞・作曲)が初収録。
- テレビアニメ「あはれ!名作くん」第2期エンディングテーマ
  - 八王子Pと共作。「名作！傑作！マスターピース！Kz×八王子P feat.初音ミク」(作曲)
- HIDEOUT(トイズファクトリー、2022年8月31日発売)
  - 八王子Pのアルバム。「Glimmer feat.初音ミク-八王子P×kz(livetune)」を八王子Pと共作。

### ゲーム
- 初音ミク -Project DIVA-（セガ）
  - ゲーム内に使用する楽曲として「Packaged」「ストロボナイツ」「Last Night, Good Night」「Far Away」「Star Story」を提供。
- 初音ミク －Project DIVA－ Original Song Collection（ランティス）
  - 初音ミク -Project DIVA-のサウンドトラックアルバム。ゲームに提供した「Far Away」、「Star Story」を収録。
- 初音ミク -Project DIVA- 2nd NONSTOP MIX COLLECTION
  - PlayStation Portable用ゲームソフト『初音ミク -Project DIVA- 2nd』の公式コンピレーションアルバム。ゲームに提供した「ファインダー」「Yellow」を収録。
- 初音ミク-Project DIVA- extend Complete Collection（ソニー・ミュージックダイレクト）
  - ゲームソフト『初音ミク -Project DIVA- extend』の公式コンピレーションアルバム。ゲームに提供した「Yellow」を収録。
- 初音ミク -Project DIVA- extend（セガ）
  - ゲーム内に使用される楽曲として「Yellow」を提供。
- 初音ミク and Future Stars Project mirai（セガ）
  - ゲーム内に使用する楽曲として「ファインダー(DSLR remix-re:edit)」を提供。
- 初音ミク -Project DIVA- f（セガ、2012年8月30日発売）
  - ゲーム内でプレイできる楽曲として八王子Pとの合作による「Weekender Girl」を提供。
- 初音ミク-Project DIVA-X (セガ、2016年3月24日発売)
  - ゲーム内でプレイできる楽曲として「Satisfaction」(作詞・作曲)を提供
- 梦幻歌姬　Dreamy Vocal
  - 「越过海岸线 feat. 初音未来」書き下ろし曲。
- 禍つヴァールハイト(KLabGames、iOS/Android用ゲーム)
  - 初音ミク x 『禍つヴァールハイト』スペシャルコラボイベント「MIKUxWAHRHEIT LIVE 2019 -glare-」に「glare」(作詞・作曲・編曲)を提供。
- 初音ミク Project DIVA MEGA39’s （セガ、2020年2月13日発売）
  - 本作テーマソングである「Catch the Wave」（作詞・作曲）を提供。

### CM・タイアップ
- 2014年 JRA-VAN CM「レース映像篇」
  - 2014年度JRA-VANのCMソング「Can't Stop Me」を作曲。
- DRIVING KIDS with TOYOTA スペシャルムービー feat. ULTRA JAPAN 2014
  - トヨタによる車の楽しさを伝える新プロジェクト「DRIVING KIDS with TOYOTA」とコラボレーション。『kz with IMALU - Party in the Car』を公開。
- 2019年 flapper3 「2019 REEL」
  - 音楽を担当。

### イベント関連
- マジカルミライ2015
  - テーマソングに「Hand in Hand」を提供。
- 与你同行〜B With U〜 (2018年3月1日)
  - bilibili 2018拜年祭に楽曲提供。(作曲・編曲)
- 2021年 2020年東京パラリンピック閉会式
  - 制作・演出チームのメンバーとして作曲で参加。
- 「トリコロール」(作詞・作曲 八王子P と 栗山夕璃共同)　(2022年10月28日配信開始)
  - ミュージック超会議公式テーマソング。

### リミックス・アレンジ企画
- ピコ萌え!Future8bitシリーズ2-マジカルチップ8bitちゃん!-（ハッチ・エンタテインメント）
  - kzがアレンジャーとして参加し、アニメ主題歌のカヴァー曲を手がけている。「デリケートに好きして」「不思議色ハピネス」「撲殺天使ドクロちゃん」のカヴァーを担当。
- ピコ萌え!Future8bitシリーズ3 8bitで未来旅行（ハッチ・エンタテインメント）
  - 同シリーズ3作目にもkzが参加。楽曲は「LET ME BE WITH YOU」「コンディション・グリーン〜緊急発進〜」。
- ANIME HOUSE PROJECT 〜神曲selection vol.3〜
  - カバー楽曲「ときめきの導火線」のアレンジを収録。
- COLORS (ALiCE'S EMOTiON)(2009年8月15日)
  - 東方Projectのアレンジ楽曲「Sleeping Beauty」を収録。
- SUPER SHOT2
  - 美少女ゲーム史上最強のリミックスアルバム「SUPER SHOT」シリーズ第2弾。「Little Busters! (livetune Remix)」を収録。
- C-android(2011年11月23日)
  - 初のキャンディーズ・カバー集　満を持して登場♪ 「ハートのエースが出てこない」「暑中お見舞い申し上げます」のアレンジを担当。
- Love SQ（スクウェア・エニックス）
  - スクウェア・エニックス関連のリミックスアルバム。「遥かなる時の彼方へ」（クロノ・トリガー）のリミックスを担当。
- Chill SQ（スクウェア・エニックス）
  - スクウェア・エニックス関連のリミックスアルバム。RE:NDZ名義で「WARM A LIVE〜LIVE OVER AGAIN」（ライブ・ア・ライブ）のリミックスを担当。
- FPM Boot（avex trax、2010年11月17日）
  - FPMのリミックスアルバム。「Track for UNIQLOCK（RE:NDZ re-construct）」を提供。
- More SQ（スクウェア・エニックス）
  - スクウェア・エニックス関連のリミックスアルバム。RE:NDZ名義で「プレリュード」（ファイナルファンタジーシリーズ）のリミックスを担当。
- SQ TRAX（スクウェア・エニックス、2011年4月27日）
  - ヴィレッジヴァンガードにて1,000枚限定で発売されたアナログレコード。「FINAL FANTASY VI 〜アリア by Q;indivi RE:NDZ Remix」を提供。
- キラキラジブリ -RETURNS-（ハピネット、2011年6月22日）
  - スタジオジブリのアニメ楽曲をリミックスしたコンピレーションアルバム。「カントリーロード -RE:NDZ Remix-」を提供。
- I LOVE TOKYO 〜FOR ANIME MUSIC LOVERS〜（日本クラウン、2011年10月5日）
  - 「天使のゆびきり（彼氏彼女の事情）」のリミックスを提供。ヴォーカルはYun*chi。
- jaCked!（jaCked Record、2012年1月18日）
  - →Pia-no-jaC←のリミックスアルバム。「公式的非公式」という説明がされている。「ダイナマイト（RE:NDZ Remix）」を提供。
- ハイスコアガール4巻　SPECIAL LIMITED EDITION STREET FIGHTER II Arranged Music Album
  - 「America(GUILE) : kz remix」を提供。
- Sonic the Hedgehog Tribute(2022年8月19日)
  - 映画「ソニック・ザ・ムービー/ソニック VS ナックルズ」公開記念オフィシャル・トリビュート・アルバム企画「Game Result(kz coverd)」を提供。
- らき☆すた Re-Mix003 ～原作刊行20周年始まるザマスよ、いくでガンス、フンガーLP～(2024年1月31日)
  - 「幸せ願う彼方から（kz Remix）」を提供。

### その他
- ホビトランスプレゼンツULTIMATE A-STYLE 2(2008年11月28日)
  - 「change」(作詞・作曲)を収録。
- Electlogue 02 -Future Pop Ascention-(2009年8月15日)
  - 「Conclusion」を収録。
- [MARU-071] RE:NDZ - PLAY ROOM (2010年4月29日)
  - Maltine Recordsよりリリース。RE:NDZ名義によるデビューEP。ネットとフロアとの交流から生まれた色鮮やかなでポップなダンスミュージックを展開している。
- メガピアDJバトラーズ イオシス vs ハードコアタノシー
  - 付属CDに「Let Your Decks Be Played」(作曲・編曲(RoughSketchと共同)で参加(2010年12月29日)
- okadada Midnight Young Songs (mixtape)
  - 「dawn of ennui luv」(ennui luv (kz & fu mou) 収録
- MOGRA MIX（EMIミュージック・ジャパン、2012年3月14日）
  - 「SHINY SHINY (livetune Remix)」とRE:NDZ名義の楽曲「White Out」を収録。
- Xperia feat. HATSUNE MIKU SO-04E 着信音　(2013年)
  - 「What's up?」(作曲)
- カメラアプリ「グラソーCameRap」(日本コカ・コーラ)(2013年)
  - 音楽を担当。
- きゃにめ限定コンテンツ「音の絵葉書シリーズ（仮）」12月号(ポニーキャニオン) (2018年)
  - 「Lights In The Blue Hour」(作曲)

## 関連書籍
- 初音ミク・鏡音リン・レン☆VOCALOIDをたのしもう!（ヤマハミュージックメディア）
  - インタビューが掲載されている。

## ミュージックビデオ
| 監督                                | 曲名                            |
| ----------------------------------- | ------------------------------- |
| fantasista utamaro                  | 「Take Your Way」               |
| fantasista utamaro × Kazuma Ikeda   | 「Transfer」                    |
| Takashi Murakami                    | 「Redial」                      |
| Dir. SEGA×WakamuraP                 | 「DECORATOR」「Weekender Girl」 |
| wakamuraP×fantasista utamaro×TAKCOM | 「Tell Your World」             |
| 不明                                | 「FLAT」                        |

## 主な出演イベント
- 2010年11月07日 - ヲタJAM
- 2011年02月10日 - AUDIO GALAXY@shibuya club asia
- 2011年06月26日 -電刃 / DENPA!!!2011
- 2011年11月03日 - @JAM 2011
- 2011年11月19日 - VIVIVI
- 2011年12月31日 - CDSM 〜カウントダウンしてみた〜 Countdown Special 2011〜2012
- 2012年02月12日 - 秋葉原三丁目 〜Kids Are United〜
- 2012年03月03日 - ジャパンエキスポ シュード
- 2012年03月16日 - 「VIVIVI」vol.3
- 2012年03月30日 - MEME TOKYO FESTIVAL 2012
- 2012年04月28日 - ニコニコ超会議
- 2012年05月19日 - REPUBLIC Vol.9 〜映像作家100人2012リリースパーティ〜
- 2012年05月25日 - 天狗 A NIGHT!!
- 2012年06月02日 - 歌舞伎町マルチネフューチャーパーク
- 2012年07月14日 - Voca Nico Night
- 2012年08月03日 - a-nation musicweek VERBAL & KOZM AGENCY
- 2012年08月12日 - WEEKENDLESSpresents…"ATO_MATSURI"
- 2012年11月25日 - VIVIVI -「Yun*chi」Release Party -
- 2013年01月27日 - ODOROOM PARTY 2013
- 2013年04月06日 - 「REMIX ASSAULT」リリースパーティ
- 2013年04月20日 - KAWAii!! MATSURi
- 2013年05月05日 - burn WORLD DJ CONTEST 2013 JAPAN FINAL
- 2013年08月02日 - ROCK IN JAPAN FESTIVAL 2013(DJ BOOTH)
- 2013年08月16日 - Voca Nico Night4 -Summer Party 2013-
- 2013年09月22日 - Megumi Nakajima 5th Anniversary Year's Final Live「メグミー・ナイト・フィーバー」
- 2013年11月03日 - あきねっと -秋葉原インターネット音楽祭-
- 2013年11月08日 - ANIME FESTIVAL ASIA
- 2013年12月20日 - ROAD TO ULTRA TOKYO
- 2013年12月31日 - COUNTDOWN JAPAN 13/14
- 2014年01月31日 - ASOBINITE!!! KYARY PAMYU PAMYU 21st BIRTHDAY SPECIAL
- 2014年02月07日 - Yun*chi 〜1st album『Asterisk*』発売記念PARTY〜
- 2014年03月06日 - ニコニコ生放送「電波諜報局」
- 2014年04月19日 - MADO LOUNGE ＆ ASOBISYSTEM presents "ASOBIART" supported by adidas Originals
- 2014年05月04日 - burn WORLD DJ CONTEST 2014 JAPAN FINAL
- 2014年07月18日 - THE BIG PARTY#003 × ASOBINITE!!!
- 2014年07月27日 - 神聖かまってちゃん「ネッとこどっこいしょ☆！対バンツアー」ツアーファイナル
- 2014年08月02日 - ROCK IN JAPAN FESTIVAL 2014(BUZZ STAGE)
- 2014年08月08日 - TJOとワイパと愉快な仲間達 -ageHaとMOGRAのサマーフェスタ-
- 2014年09月06日・23日・10月25日 - ニルギリス「NIRGILIS LAST DANCE TOUR」
- 2014年09月13日 - THE BIG PARADE 2014
- 2014年09月23日 - NIRGILIS LAST DANCE TOUR 大阪「CLUB NIRGILIS vs THEXZER Vol.6」
- 2014年09月28日 - ULTRA JAPAN 2014
- 2014年10月25日 - NIRGILIS LAST DANCE TOUR 東京 LAST LIVE「CLUB NIRGILIS」
- 2014年10月31日 - HALLOWEEN PARTY presented by CTS
- 2015年01月30日 - ASOBINITE!!! -KYARY PAMYU PAMYU 22nd BIRTHDAY SPECIAL
- 2015年05月09日 - 森、道、市場2015〜モリハイヅコヘ〜
- 2015年11月06日 - MOSHI MOSHI NIPPON FESTIVAL 2015 in TOKYO【MOSHI ANI】
- 2016年02月06日・07日 - SNOW MIKU 2016 presents"Beat Blizzard"
- 2016年03月02日 - J-WAVE SPARK LIVE Vol.2
- 2016年03月16日 - CLIP!
- 2016年06月05日 - SAKAE SP-RING 2016
- 2016年08月27日 - V.V.Rocks〜MIX JUICE LIVE〜
- 2019年08月06日 - マジカルミライ2019 企画展ステージinOSAKA
- 2019年08月11日 - 暴力的にカワイイ
- 2019年08月24日 - MOGRA 10th ANNIVERSARY DAY2
- 2019年08月31日 - AniDimension Ver.4
- 2019年09月15日 - VIRYUAFREAK Vol.4 - ENTAS 1st Anniversary
- 2019年09月21日 - LADY'S ONLY「PLOT ARMOR」RELEASE PARTY
- 2019年10月13日 ‐ Vocation Chiba vol.51

### ニコニコ生放送
- 2012年03月15日 - ニコラジ
- 2012年08月30日 - ニコラジ
- 2013年04月01日 - ZEDD ＆ livetune特別プログラム in ニコファーレ
- 2014年01月22日 - May'n 4thアルバム『NEW WORLD』発売記念 アルバム先行試聴特番〜NEW May'n〜
- 2014年02月20日 - ニコラジ
- 2014年03月06日 - 電波諜報局
- 2014年09月10日 - livetune コラボアルバム“と”リリース記念「豪華ゲスト･トーク＆プレミアムDJライブ」
- 2015年02月17日 - ニコニコ生放送 CAPSULE ニューアルバム「WAVE RUNNER」リリース記念 SPECIAL WEEK 〜24時間特番〜
- 2015年04月15日 - リスアニ！ presents ClariS BESTアルバム発売記念特番「今夜決定！BEST of ClariST」
- 2015年04月26日 - 超ボカニコステージsupported by 消滅都市@ニコニコ超会議2015
- 2016年04月30日 - 超ボカニコステージ2016@ニコニコ超会議2016
- 2016年05月19日 - 西川貴教のイエノミ!! 〜第百十七夜〜
- 2017年04月30日 - 超ボカニコステージ
- 2022年04月30日 - 超ボカニコステージ2022 supported by 東武トップツアーズ@ニコニコ超会議2022

## その他メディア出演

### ラジオ
- twilight Club DJ MIX（NHK-FM放送）[9]
  - 不定期放送（2022年1月2日 - 2023年1月1日） - 各回ゲスト
  - 月1回レギュラー放送（2023年4月30日 - ） - MC[注 1]